# Armée de résistance du Seigneur

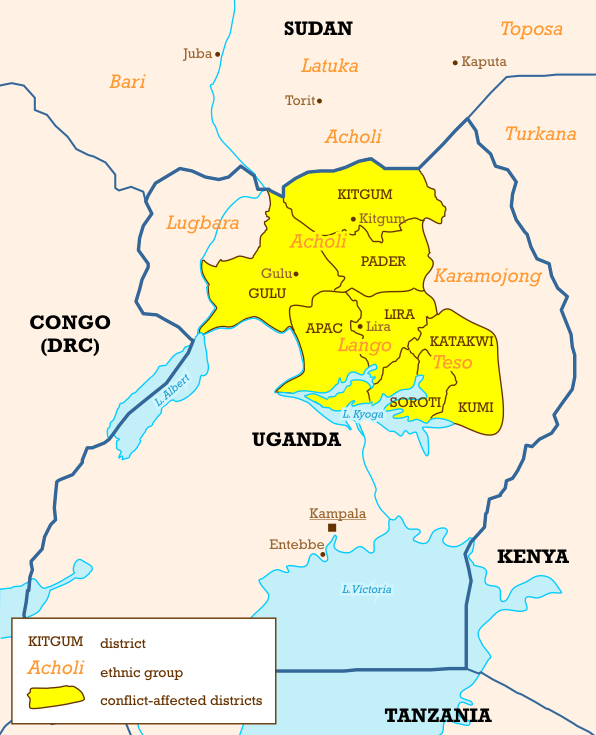
Zone de l'Ouganda touchée par la guérilla de la LRA en 2004

L’Armée de résistance du Seigneur (LRA pour Lord's Resistance Army) est un mouvement qui se présente comme chrétien, en rébellion contre le gouvernement de l'Ouganda, créé en 1988, deux ans après le déclenchement de la guerre civile ougandaise.
La LRA, dont le chef est Joseph Kony, entend renverser le président ougandais, Yoweri Museveni, pour mettre en place un régime basé sur les Dix Commandements de la Bible. L'organisation est placée sur la liste officielle des organisations considérées comme terroristes par le département d'État des États-Unis.
Au milieu des années 2000, la LRA est repoussée hors des frontières de l'Ouganda. Mais ses membres attaquent les populations en République centrafricaine, au Soudan du Sud, et en république démocratique du Congo où un massacre de 321 civils a été perpétré mi-décembre 2009 dans la région de Makombo.

## Histoire
Cette guérilla naît dans le nord de l’Ouganda à la fin des années 1980, à la suite de la rébellion mystique menée par Alice Lakwena. Elle est soutenue par le Soudan en représailles au soutien accordé par l’Ouganda à l’Armée populaire de libération du Soudan du Sud (SPLA) de John Garang.

### Insurrection
L'insurrection de la LRA débute en 1986. Environ deux millions de personnes sont déplacées par ce conflit, et environ 1,7 million d'entre elles vivent dans des camps où elles dépendent de l'aide humanitaire. Selon un rapport d'ONG publié fin mars 2006, 146 personnes en moyenne meurent chaque semaine de façon violente dans le nord de l'Ouganda.
L'ancien secrétaire général adjoint de l'ONU chargé des affaires humanitaires Jan Egeland qualifie en 2003 le conflit de « crise humanitaire la plus négligée du monde ». La LRA, qui sévit dans le nord du pays depuis 20 ans, est connue pour ses atrocités sur les civils.
En octobre 2001, les États-Unis inscrivent la LRA sur la liste des organisations terroristes. 
Au milieu des années 2000, la LRA est chassée de l'Ouganda par l’armée de ce pays, et s'éparpille dans les forêts équatoriales des pays alentour, dont la Centrafrique. En septembre 2010, les exactions de la LRA touchent le nord-est de la Centrafrique (région de Birao).
L'armée ougandaise est engagée depuis au moins 2009 dans une guerre secrète dans le cadre de l'opération régionale Rudia II contre l'Armée de résistance du Seigneur sur le territoire de la république démocratique du Congo « attribuant la mort de commandants importants — de l'ARS — à des actions de l'armée congolaise, même s'ils avaient été tués par l'armée ougandaise ».
Le ministre de la Défense ougandais, Crispus Kiyonga, cité dans un télégramme d'avril 2009 révélé par WikiLeaks, estime que « 50 % des responsables de haut niveau de la LRA et 25 % de ses combattants ont été tués pendant les opérations. Kiyonga estime à présent le nombre de combattants [restants] à trois cents. La Mission des Nations unies au Congo (Monuc) fournit des chiffres comparables, estimant le nombre de combattants de la LRA à trois ou quatre cents, et le nombre de personnes enlevées entre six cents et mille ».
Le 20 mai 2013, le secrétaire général des Nations unies Ban Ki-moon présente un nouveau rapport revoyant ces estimations à la hausse. Selon celui-ci, l'Armée de résistance du Seigneur a tué plus de 100 000 personnes en Afrique centrale ces vingt-cinq dernières années. Il estime également qu'elle a perpétré l'enlèvement de 60 000 à 100 000 enfants et le déplacement de 2,5 millions de personnes. L'Armée de résistance du Seigneur est aussi accusée de se financer via le braconnage et le trafic d'ivoire.

### Enfants soldats

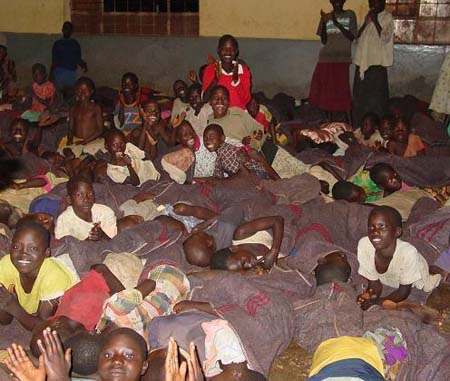
Enfants se regroupant pour échapper au rapt de la LRA.

La LRA est accusée de nombreuses violences, notamment de l'enlèvement d'environ 25 000 enfants contraints de devenir enfants soldats, porteurs ou réduits à l'esclavage sexuel entre 1986 et 2005.
En 2006, un film documentaire canadien, Uganda Rising, est consacré aux enfants intégrés de force dans les rangs de l'Armée de résistance du seigneur (LRA). Les enfants enlevés à leurs familles ou dans les salles de classe racontent les tortures, mutilations et viols qu'ils ont subis au sein de la LRA, avant d'être parqués dans des camps par l'armée du président Yoweri Museveni.

### Interventions des États-Unis et de l’Union africaine
En mai 2010, le Congrès des États-Unis vote la Lord's Resistance Army Disarmament and Northern Uganda Recovery Act of 2009 relatif au désarmement de la LRA.
Le 14 octobre 2011, le président américain Barack Obama annonce l'envoi d'une centaine de conseillers militaires en Ouganda, République démocratique du Congo, Centrafrique et Soudan du Sud afin d'aider les forces de la région qui luttent contre la LRA. L'objectif de cette intervention est la capture du chef de la LRA, Joseph Kony.
L'Union africaine décide, le 24 mars 2012, de déployer contre la LRA une force multinationale de 5 000 hommes composée de soldats ougandais, sud-soudanais, congolais et centrafricains, basée à Yambio, une localité du Sud-Soudan proche de la frontière avec la République démocratique du Congo.

### Dominic Ongwen
Début 2015, Dominic Ongwen, surnommé « la Fourmi blanche », un ancien enfant soldat devenu un des chefs de l’Armée de résistance du Seigneur, se rend aux forces spéciales américaines qui traquent Joseph Kony en République centrafricaine.
En février 2021, il est jugé pour meurtre, viol, esclavage sexuel, conscription d’enfants soldats et reconnu coupable de crimes de guerre sur soixante et un chefs d’accusation par la Cour pénale internationale. À la suite de cela, le 6 mai 2021, la Chambre de première instance IX de la Cour pénale internationale (CPI) a condamné Ongwen à 25 ans d'emprisonnement.